# Нигоити

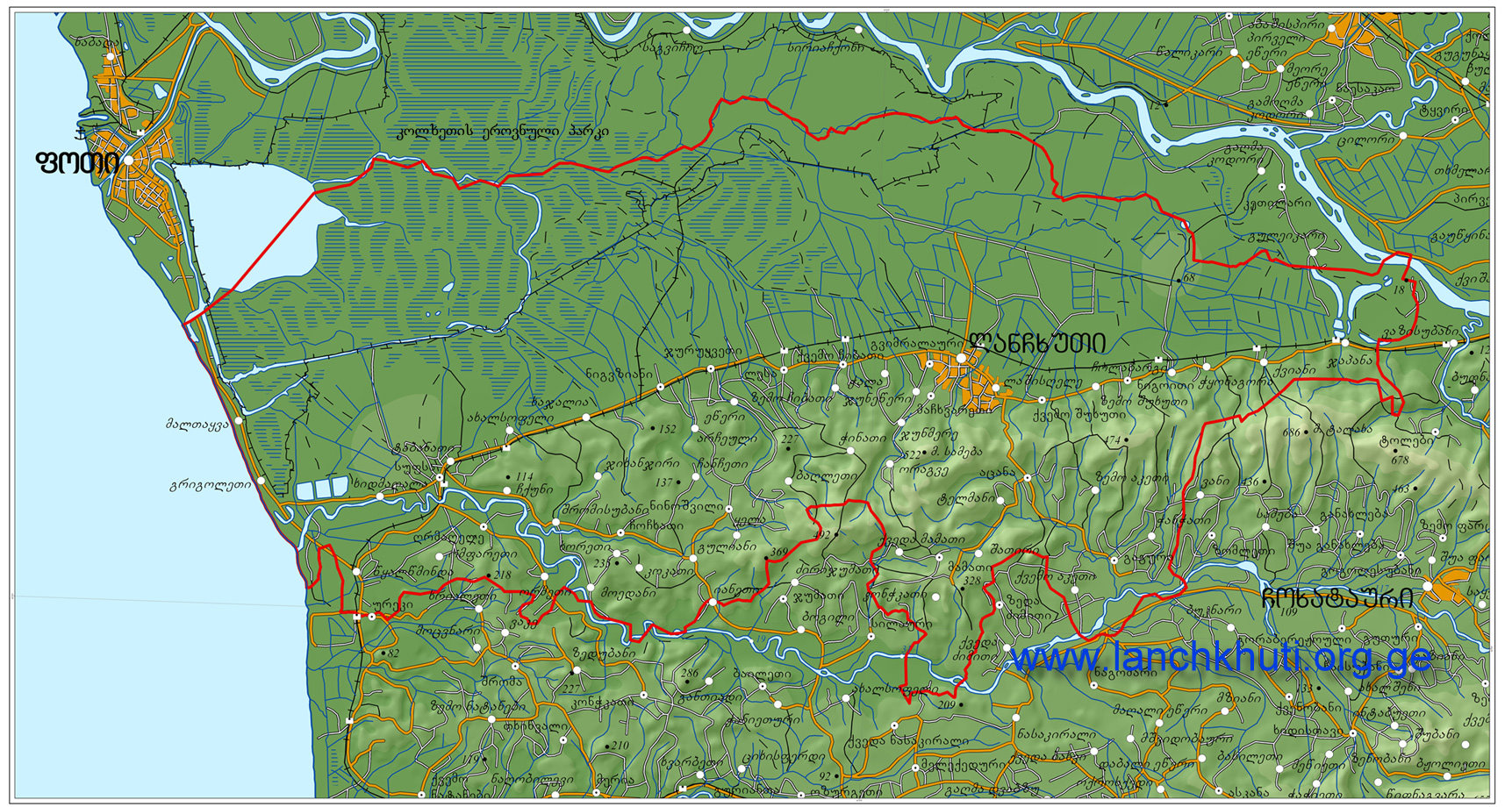
Карта южной части черноморского побережья Грузии

Нигоити (груз. ნიგოითი) — село в Ланчхутском муниципалитете края Гурия, Грузия. Является центром одноименной сельской общины.
Население составляет 615 человек по итогами переписи 2014 года, из них большинство грузины.

## История
Во время Крымской войны 27 мая (8 июня) 1854 года вблизи Нигоити произошло сражение войск России и Турции, завершившееся разгромом турецких войск.
В 1895 году во время своего путешествия по Грузии Нигоити посетила британская исследовательница Марджори Уордроп.
В 1902 году в Нигоити по инициативе учителя местной школы Григола Уратадзе состоялся сельский сход, давший начало кампании гражданского неповиновения и самоуправления, известного как Гурийская республика.